# Lazzaro Bastiani

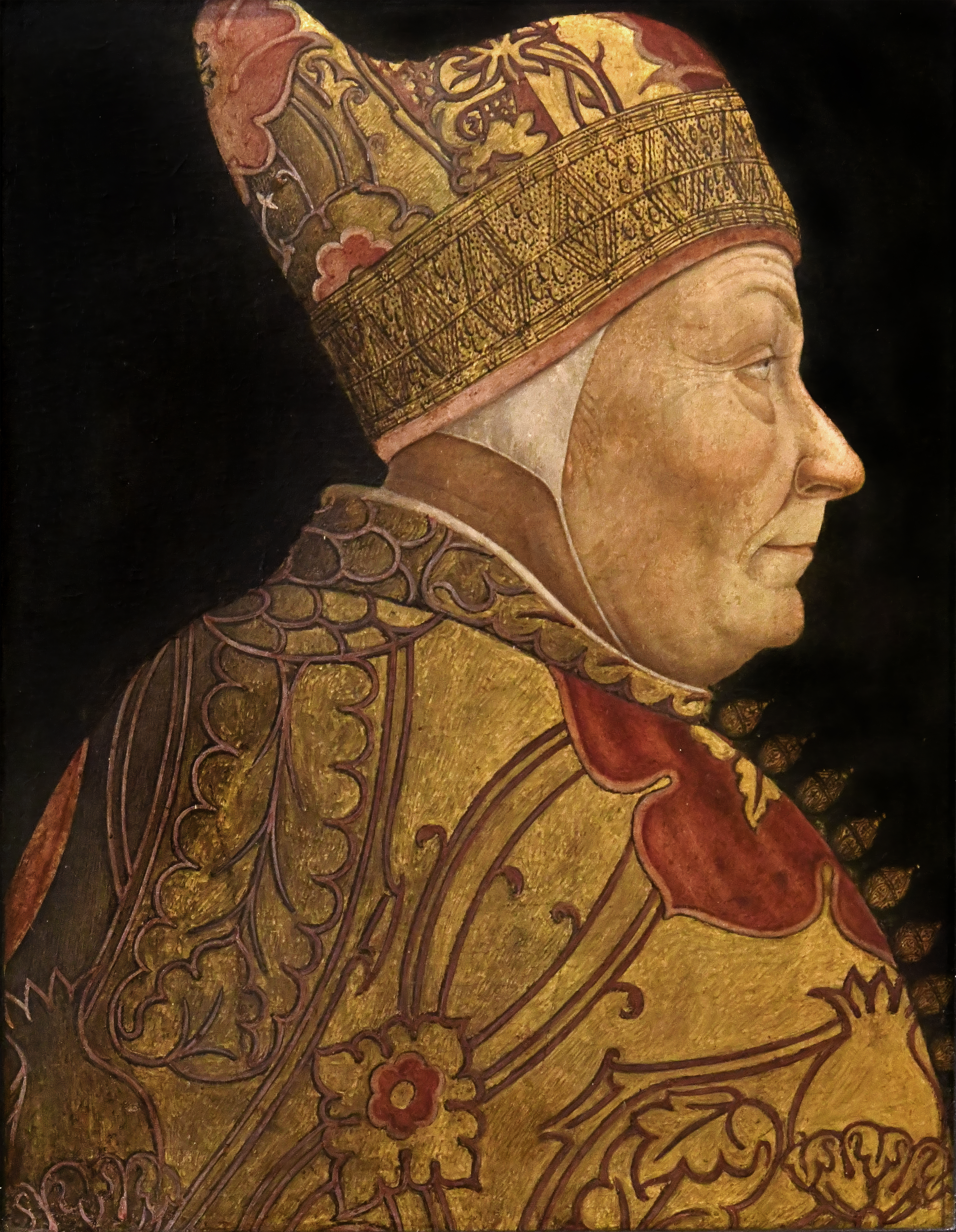
Lazzaro Bastiani, Retrato do doge veneziano Francesco Foscari, Museo Civico Correr, Veneza, 1457–1460

Lazzaro Bastiani (1429  – 5 Abril 1512) foi um pintor italiano da Renascença, ativo principalmente em Veneza.
Ele nasceu em Pádua. Seu primeiro registro como pintor em Veneza é de 1460, em um pagamento por um retábulo de San Samuele, para os Procuradores de San Marco. Em 1462, suas obras eram tão valiosas quanto às de Giovanni Bellini. Em 1470, ele era membro da Scuola di San Girolamo em Veneza. Na década de 1480, trabalhou com Gentile Bellini na Scuola Grande di San Marco. Pintou uma Coroação da Virgem (Gallerie dell'Accademia); uma Natividade (1477); e um Santo Antônio sob a nogueira.
Em 1508, foi chamado, com seu aluno Vittore Carpaccio, para avaliar pinturas de Giorgione para o Fondaco dei Tedeschi.

## Galeria

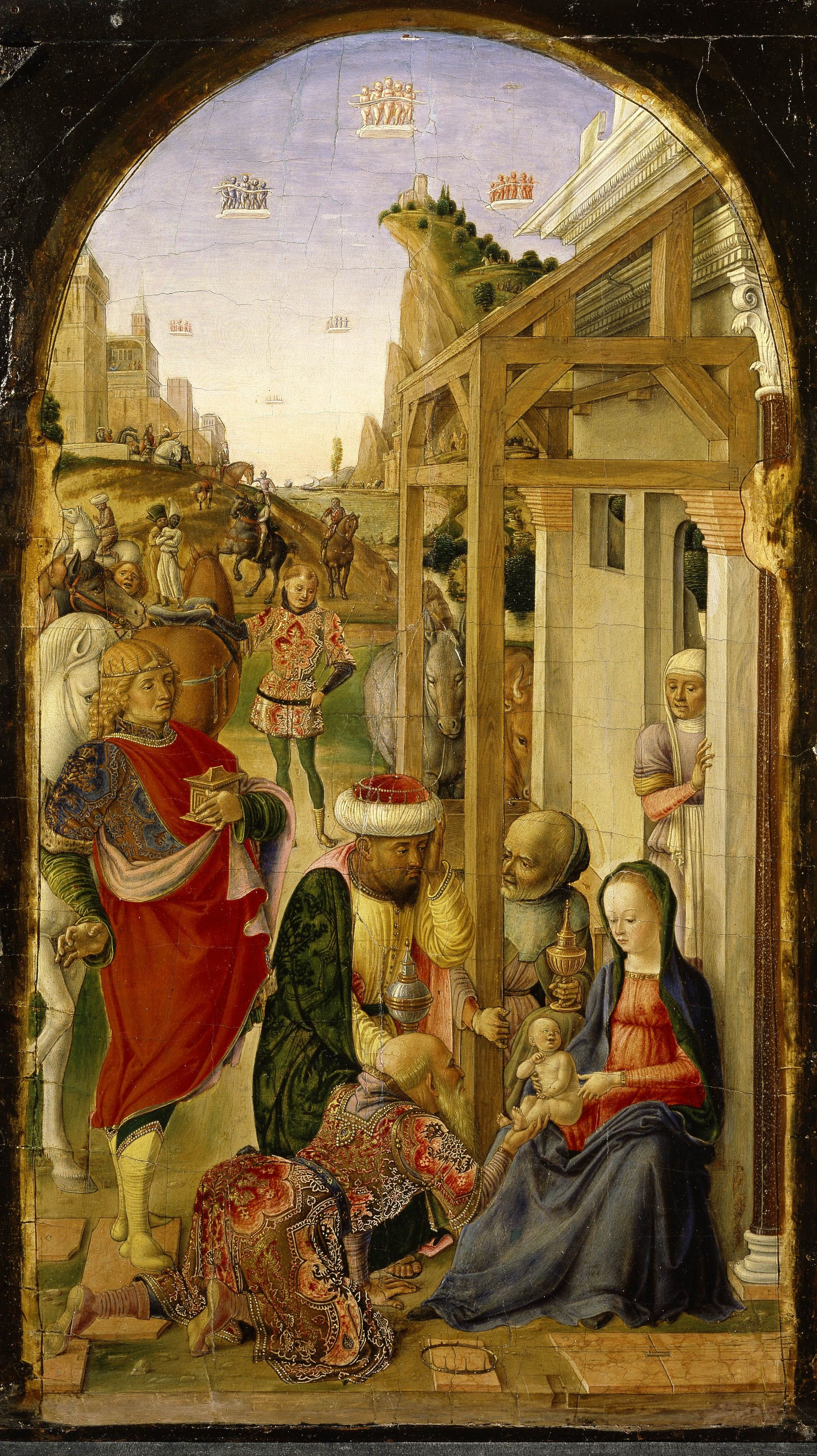
Adorazione dei Magi, 1475.
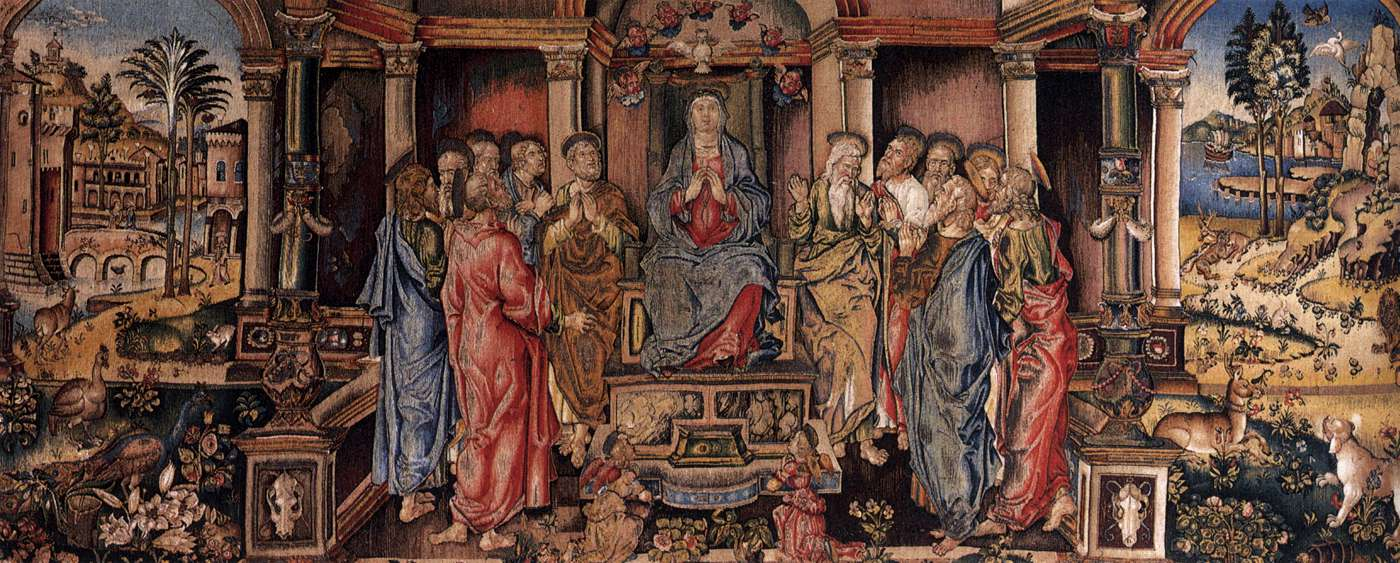
Pentecoste, circa 1487.
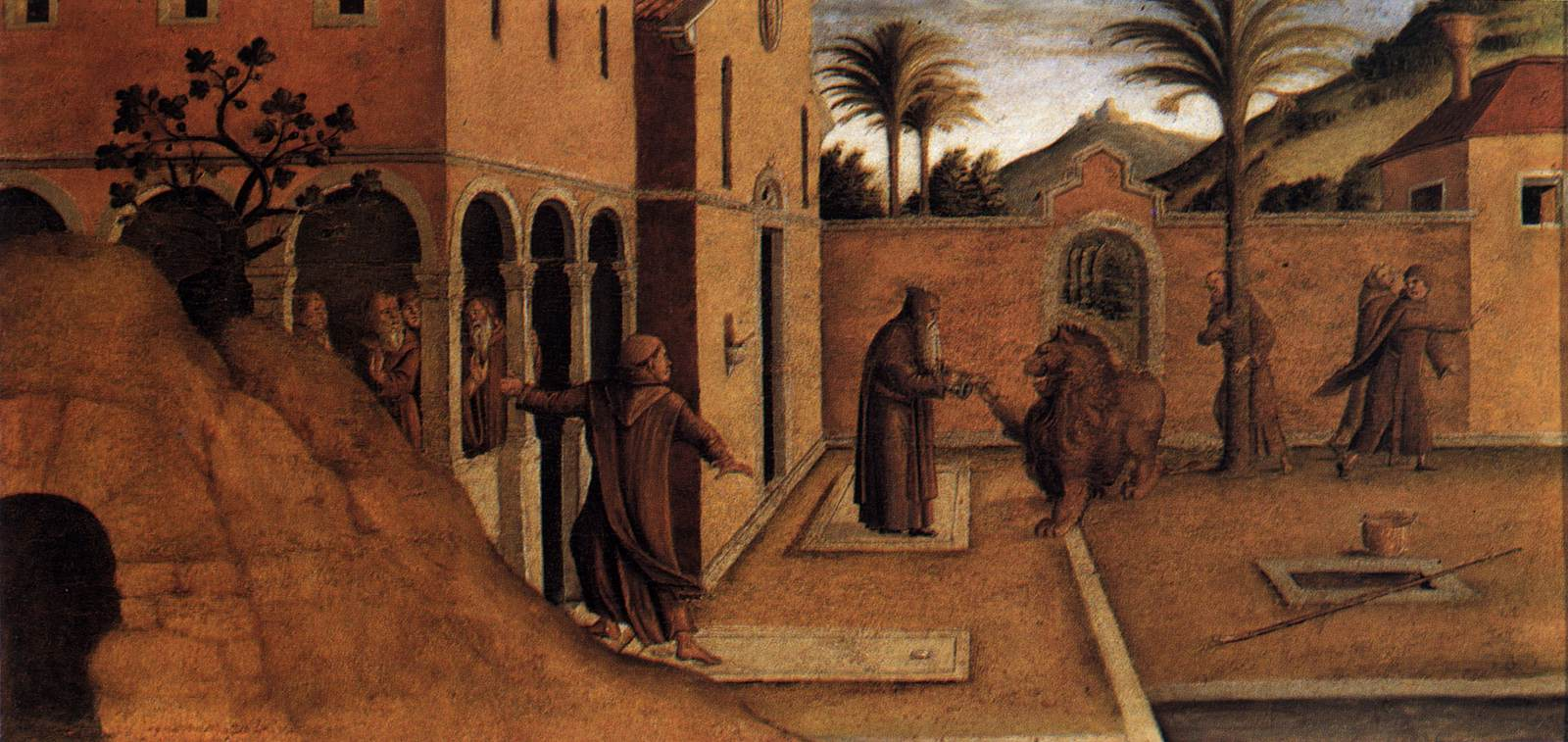
San Girolamo porta il leone al convento, Pinacoteca di Brera.
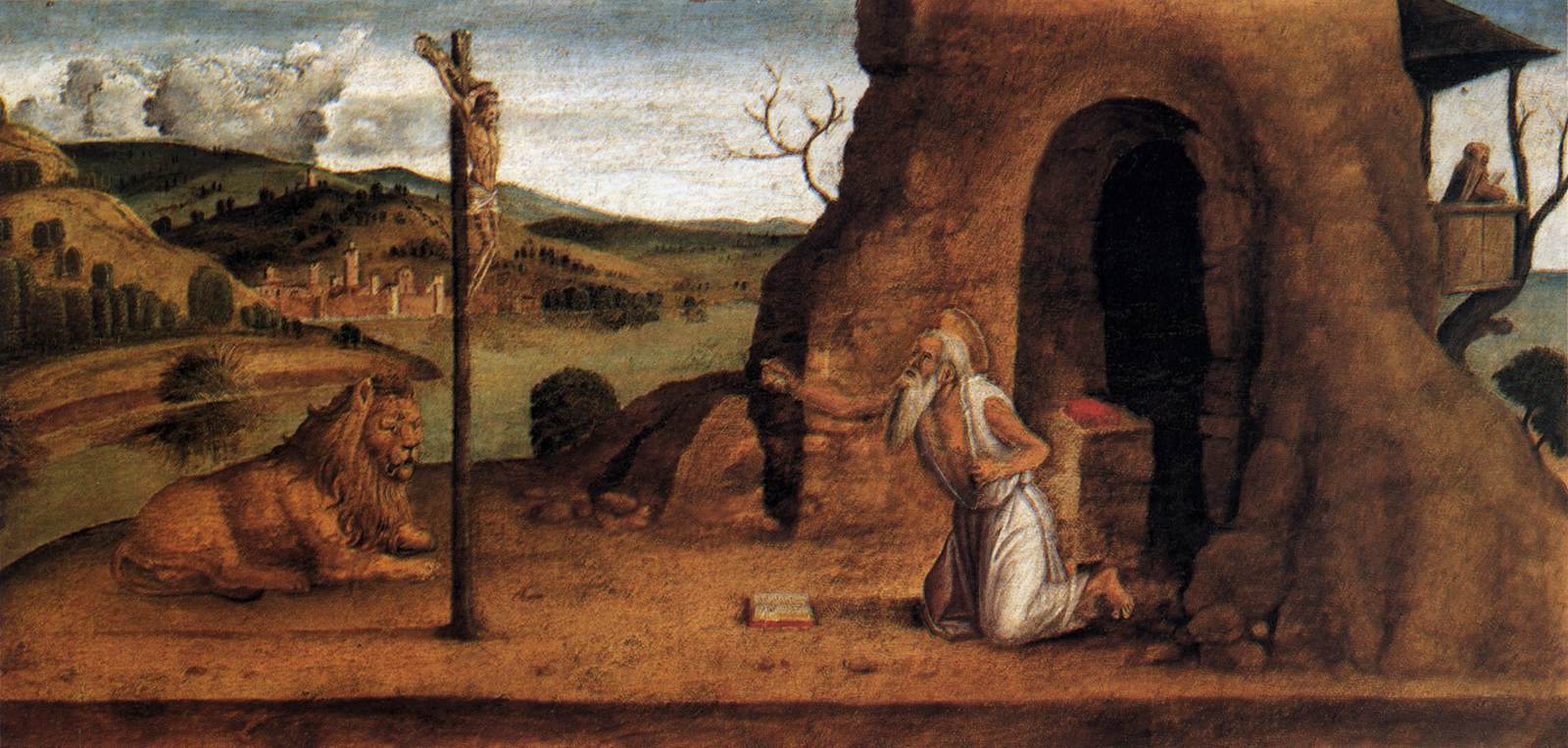
San Girolamo nel deserto.
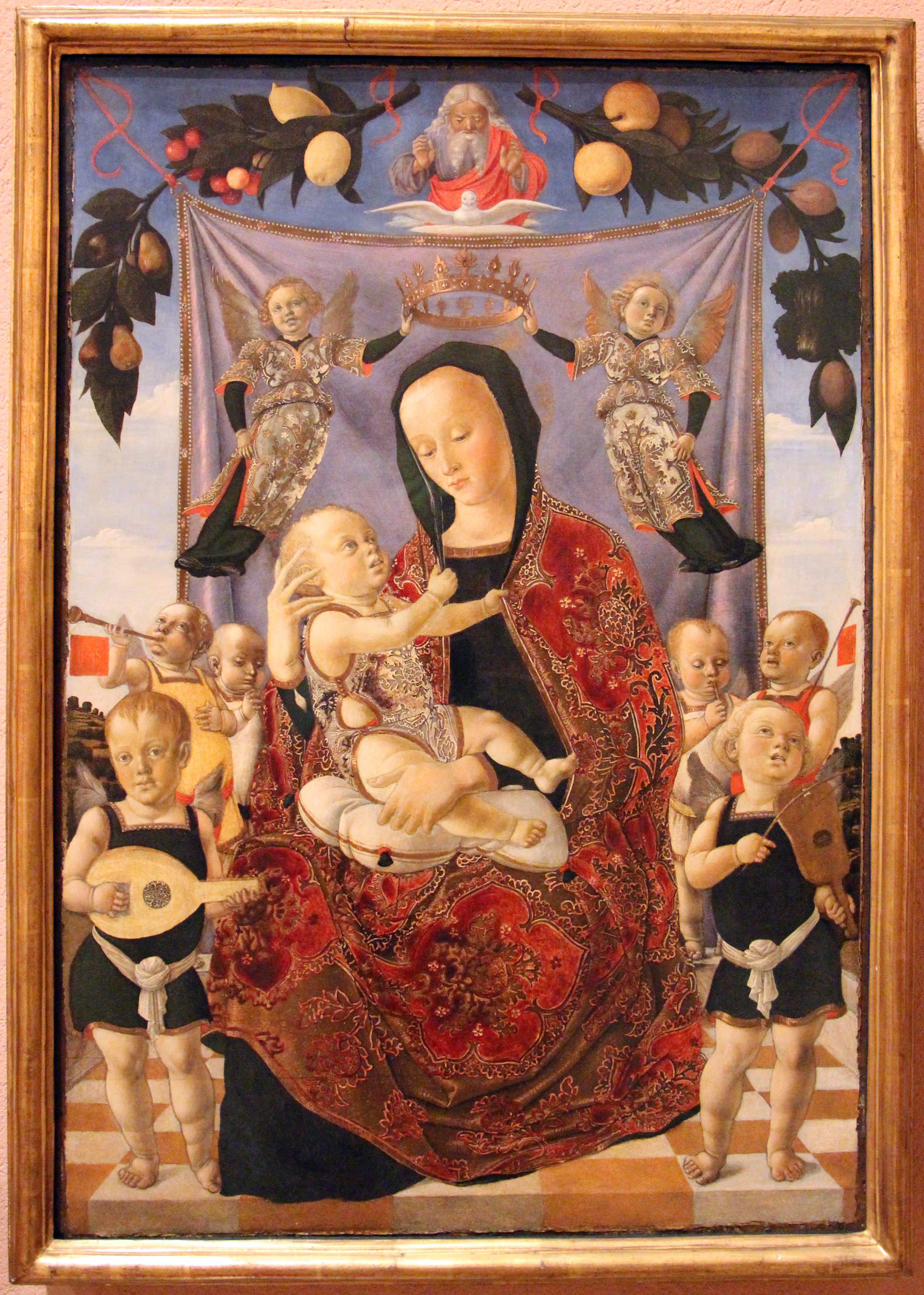
Madonna col Bambino, angeli e la Trinità, Museu Poldi Pezzoli.
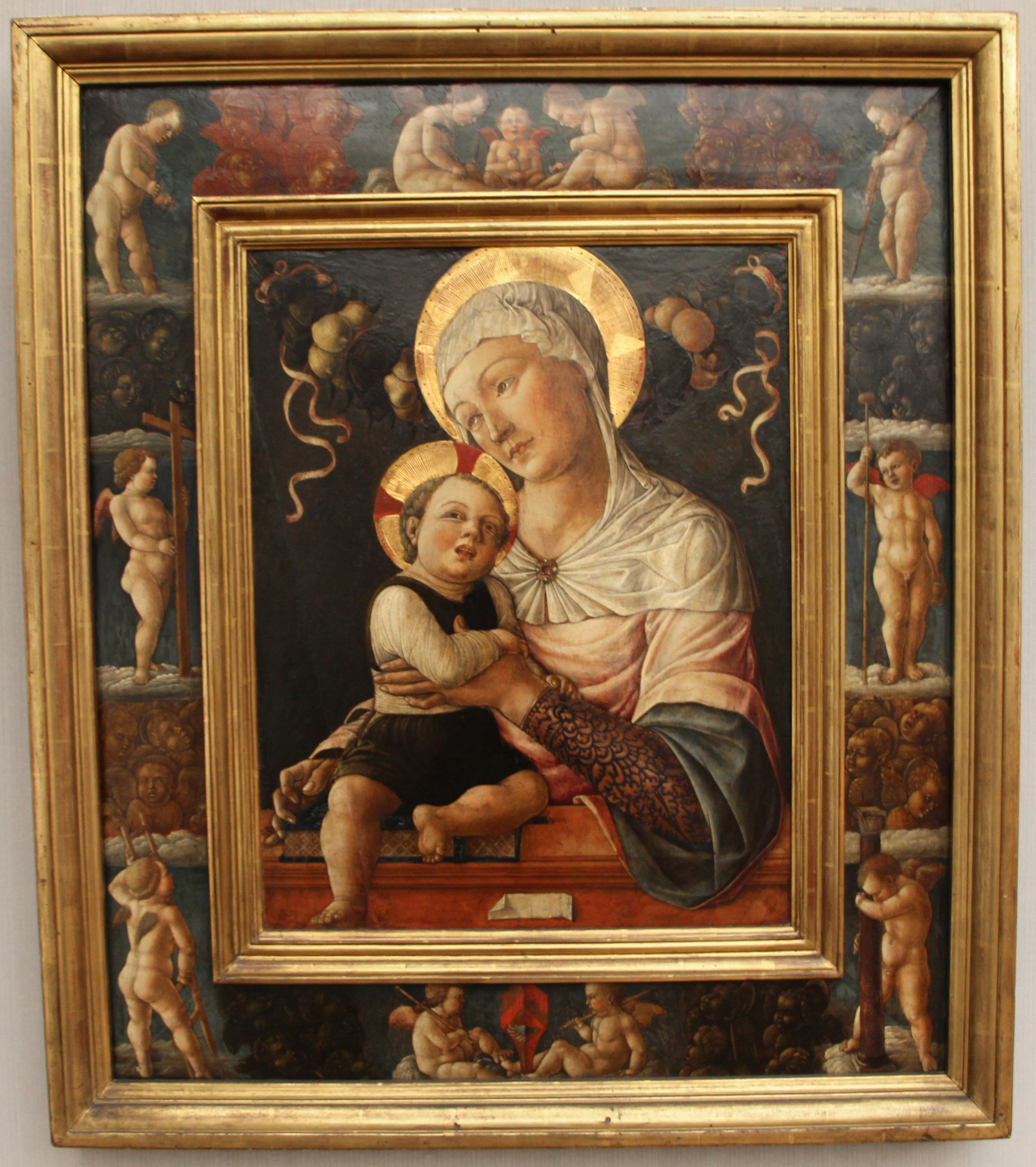
Madonna col Bambino.